# Trofeo Matteotti 2004
Il Trofeo Matteotti 2004, cinquantanovesima edizione della corsa, si svolse il 4 luglio 2004 su un percorso di 188,5 km. La vittoria fu appannaggio dell'italiano Danilo Di Luca, che completò il percorso in 4h37'11", precedendo il connazionale Paolo Bossoni e lo svizzero Oscar Camenzind.

## Ordine d'arrivo (Top 10)
| Pos. | Corridore            | Squadra                            | Tempo    |
| ---- | -------------------- | ---------------------------------- | -------- |
| 1    | Danilo Di Luca       | Saeco                              | 4h37'11" |
| 2    | Paolo Bossoni        | Lampre                             | s.t.     |
| 3    | Oscar Camenzind      | Phonak Hearing Systems             | a 0'04"  |
| 4    | Pasquale Muto        | Miche                              | a 1'07"  |
| 5    | Matteo Carrara       | Lampre                             | a 1'10"  |
| 6    | Giampaolo Cheula     | Vini Caldirola-Nobili Rubinetterie | s.t.     |
| 7    | Milan Kadlec         | Vini Caldirola-Nobili Rubinetterie | s.t.     |
| 8    | Aleksandr Kolobnev   | Domina Vacanze                     | s.t.     |
| 9    | Francesco Casagrande | Lampre                             | s.t.     |
| 10   | Luca Solari          | Barloworld-Androni Giocattoli      | s.t.     |